# Sead Šehović
Pour les articles homonymes, voir Šehović.
Sead Šehović (en serbe : Ceaд Шеховић), né le 22 août 1989, à Bijelo Polje, en République socialiste du Monténégro, est un joueur monténégrin de basket-ball. Il évolue au poste d'arrière.

## Palmarès
- Championnat du Monténégro :
  - Vainqueur : 2008, 2009, 2010, 2011, 2016, 2017, 2018.
- Championnat du Macédoine :
  - Vainqueur : 2015.
- Coupe du Monténégro :
  - Vainqueur : 2008, 2009, 2010, 2011, 2016, 2017, 2018, 2019.
- Ligue adriatique :
  - Vainqueur : 2018.